# Wola Gruszowska
Wola Gruszowska est une localité polonaise de la gmina de Radziemice, située dans le powiat de Proszowice en voïvodie de Petite-Pologne.